# Клиша, Яков Васильевич
Яков (Яцина) Васильевич Клиша (Клыша) (укр. Яків Кліша (Клиша); около 1600, Белоцерковщина (ныне Киевской области Украины) — не ранее декабря 1654) — украинский военный, государственный и дипломатический деятель XVII века, Белоцерковский полковник Войска Запорожского (1632—1637).
Генеральный судья Войска Запорожского (1654).
Один из сподвижников Богдана Хмельницкого.

## Биография
Шляхтич. Запорожский казак. В 1627 году ездил казацким послом к польскому королю Сигизмунду III.
Сечовой полковник (1631—1632).
В 1633 г. в составе Запорожской делегации вёл переговоры с маршалком коронационного Сейма Речи Посполитой Николаем Остророгом по вопросам православной конфессии.
Белоцерковский полковник Войска Запорожского (1632—1637) и сотник (1638—1648) реестрового казацкого войска.
Участник казацко-крестьянского восстания под предводительством запорожского гетмана Богдана Хмельницкого (1648—1657).
Занимал должности белоцерковского сотника, белоцерковского городового атамана, Белоцерковский полковника (после смерти М. Громыко с начала 1652 г. до июля 1653 года) и наказного полковника белоцерковского полка (в октябре—декабре 1654 г.).
Последнее упоминание встречается в декабре 1654 г., когда он возглавлял посольство Богдана Хмельницкого в Москву. Дальнейшая судьба — неизвестна (под этой фамилией не упоминается).
Некоторые историки отождествляют его с Яковом Влезком (Улезком).

## Источник
- В. М. Заруба. Козацька старшина гетьманської України (1648—1782). Персональний склад та родинны выдносини. Дніпропетровськ, «Ліра», 2011. (укр.)